# Franz Gustav von Wandel
Franz Gustav von Wandel (Danzica, 30 gennaio 1858 – Bonn, 29 dicembre 1921) è stato un generale tedesco.
Ufficiale prettamente di stato maggiore, fu Governatore di Köln, e Capo di stato maggiore del XV Corpo d'armata di Strasburgo. Poco dopo lo scoppio della prima guerra mondiale, il 1º settembre 1914 fu nominato Viceministro della guerra, ricoprendo tale incarico fino al 29 settembre 1916, quando il GHQ, retto da Paul von Hindenburg e Erich Ludendorff, decise di sostituirlo a partire dal 29 settembre per disaccordi sulla produzione bellica.

## Biografia
Nacque a Danzica il 30 gennaio 1858, e dopo aver frequentato le scuole secondarie entrò come offizieranwärter nell'Esercito prussiano venendo promosso fahnenjunker nel corso del 1875, assegnato al 74º Reggimento di fanteria "Hannover". Dal 1893 al 1895, con il grado di Hauptmann, ricoprì l'incarico di comandante di compagnia del 78º Reggimento fanteria "Herzog Friedrich Wilhelm von Braunschweig". Dopo aver lavorato presso il Ministero della guerra, dal 1895 al 1900 fu comandante di un battaglione e dopo il 1902 ricoprì l'incarico di Capo dipartimento presso il Großen Generalstab. Nel 1903 fu nominato capo dipartimento presso il Ministero della guerra e, dopo il 1905, Capo di Stato maggiore del XV Corpo d'armata di Strasburgo.
Nel 1907 venne promosso oberst, assumendo contemporaneamente l'incarico di Capo dell'ufficio per l'esercito presso il Ministero della Guerra (Kriegsministerium), e nel 1909 divenne Direttore del Dipartimento generale della Guerra presso il relativo Ministero. Il 22 marzo 1910 fu promosso al grado di generalmajor, e il 1 ottobre 1912 fu elevato al rango di generalleutnant. Il 16 giugno, in occasione del venticinquesimo anniversario dell'incoronazione del Kaiser Guglielmo II, ottenne il titolo nobiliare ereditario di von Wandel, e il 3 luglio 1913 divenne Governatore generale della città di Colonia.
Dopo lo scoppio della prima guerra mondiale, il 1 settembre 1914, fu nominato Vicerministro della Guerra del Regno di Prussia. Dal momento che l'allora ministro Erich von Falkenhayn si trovava quasi sempre presso il Quartier generale dell'esercito, assunse praticamente la direzione del ministero, rivelandosi un eccellente amministratore. Mantenne sempre buoni rapporti con i sindacati, meno con gli industriali e l'ADW.
A partire dall'inverno tra il 1915 e il 1916 vi fu un aumento dell'antisemitismo nel corpo degli ufficiali prussiani, che divenne chiaramente visibile. Le voci emergenti sul sottrarsi al servizio militare della popolazione di origine ebraica, e suggerimenti sul creare statistiche sugli ebrei furono da lui sempre rigorosamente respinti. Egli adottò il documento "Ergänzung der Offiziere während des Krieges, vom 29. September 1914", che consentiva, con facilitazioni, ai soldati di religione ebraica di divenire ufficiali in servizio permanente effettivo.  Dipendente dei Ministri della Guerra, Erich von Falkenhayn, e poi Adolf Wild von Hohenborn, a partire dal 26 giugno 1915 emise un ordine militare per procedere con maggior decisione nel reprimere l'agitazione pacifista dell'estrema sinistra. Nel mese di agosto del 1916 l'OHL, retto da Paul von Hindenburg e Erich Ludendorff, decise di sostituirlo a partire dal 29 settembre per disaccordi sulla produzione bellica. In quello stesso giorno presentò le sue dimissioni, andando in pensione con il grado di general der infanterie. Quando fu emesso il contrastato  Censimento degli ebrei mobilitati (Judenzählung), l'11 ottobre successivo, che costò successivamente la rimozione del Ministro della Guerra von Hohenborn, egli aveva già lasciato l'incarico. Abbandonata definitivamente la vita militare, si spense a Bonn il 29 dicembre 1921.
Il 20 agosto 1896 a Wiesbaden aveva sposato la signorina Katharina Schulz, che gli diede una figlia, Margarete.

### Annotazioni
1. ↑  In lingua tedesca Infanterie-Regiment "Hannover" Nr.74.
2. ↑  Infanterie-Regiment "Herzog Friedrich Wilhelm von Braunschweig" (Ostfriesisches) Nr. 78.
3. ↑  Nata a Kassel il 25 febbraio 1873, data del decesso sconosciuta.

### Fonti
1. ↑  May 2014, p. 81 , nel 1911 difese fortemente il previsto aumento degli organici dell'esercito in previsione dello scoppio di una guerra.
2. ↑  Militär-Wochenblatt. Nr. 81 vom 19. Juni 1913, pag. 1863.
3. 1 2 3 4  Rosenthal 2007, p. 58.
4. ↑  Feldmann 2014, p. 95.
5. 1 2 3  Grady 2012, p. 32.
6. ↑  Rosenthal 2007, p. 16.
7. ↑  Chronik.net Juni 1915
8. 1 2  Grady 2012, p. 33.